# Шолга (приток Юга)
Шолга — река в России, протекает в Подосиновском районе Кировской области. Устье реки находится в 91 км по правому берегу реки Юг. Длина реки составляет 7 км.
Река образуется слиянием рек Большая Шолга (левая составляющая) и Малая Шолга (правая составляющая) у села Заречье. Генеральное направление в верхнем течении — юго-запад, в среднем — северо-запад, в нижнем — вновь юго-запад. Сразу после образования река течёт по территории села Заречье, всё остальное течение проходит по обширной безлесой пойме реки Юг, где Шолга протекает деревни Остров, Ванинское и Заозерица, а также образует несколько стариц. Именованых притоков не имеет. Ширина реки в нижнем течении около 10 метров, скорость течения — 0,2 м/с.

## Данные водного реестра
По данным государственного водного реестра России и геоинформационной системы водохозяйственного районирования территории РФ, подготовленной Федеральным агентством водных ресурсов:
- Бассейновый округ — Двинско-Печорский
- Речной бассейн — Северная Двина
- Речной подбассейн — Малая Северная Двина
- Водохозяйственный участок — Юг
- Код водного объекта — 03020100212103000011580